# Голтвејт (Тексас)
Голтвејт (енгл. Goldthwaite) град је у америчкој савезној држави Тексас. По попису становништва из 2010. у њему је живело 1.878 становника.

## Демографија
Према попису становништва из 2010. у граду је живело 1.878 становника, што је 76 (4,2%) становника више него 2000. године.
| Група             | 2000.         | 2010.         |
| Белци             | 1.449 (80,4%) | 1.381 (73,5%) |
| Афроамериканци    | 7 (0,4%)      | 3 (0,2%)      |
| Азијати           | 3 (0,2%)      | 5 (0,3%)      |
| Хиспаноамериканци | 332 (18,4%)   | 462 (24,6%)   |
| Укупно            | 1.802         | 1.878         |